# Numbami

Provincie Morobe na mapě Papua Nová Guineje

Numbami (též Siboma nebo Simopa) je jazyk, kterým se mluví na Papua Nové Guineji, a to pouze v jedné pobřežní vesnici v provincii Morobe. Jazyk má asi 200 mluvčích. Jazyk používá slovosled SVO (podmět-sloveso-předmět).

## Zařazení
Numbami se často řadí mezi austronéské jazyky (do podskupiny jazyky Huonova zálivu, což je součást malajsko-polynéských jazyků), ale nejbližší místo, kde se mluví nějakým příbuzným jazykem se od místa, kde se mluví numbami nachází 270 kilometrů. Numbambi je jazyk silně ovlivněný papuánskými jazyky, takže se někdy řadí mezi smíšené jazyky.